# Khang Thế Ân
Khang Thế Ân (tiếng Trung: 康世恩; 20 tháng 4 năm 1915 – 21 tháng 4 năm 1995) là nhà cách mạng và chính khách Trung Quốc, cựu Phó Thủ tướng Quốc vụ viện và Bộ trưởng Bộ Dầu mỏ. Được coi là thành viên của "Phe Dầu mỏ" do Dư Thu Lý đứng đầu, sự nghiệp của ông đạt đỉnh cao vào năm 1979 và 1980, khi đang là chuyên gia đầu ngành năng lượng của Trung Quốc. Tuy vậy, ông chính thức bị khiển trách sau vụ tai nạn giàn khoan dầu mỏ Bột Hải số 2 gây tử vong nên chỉ còn làm Ủy viên Quốc vụ phụ trách ngành dầu mỏ mà thôi.

## Tiểu sử

### Thân thế và binh nghiệp
Khang Thế Ân sinh ngày 20 tháng 4 năm 1915 trong một gia đình địa chủ ở Điền Gia Trang huyện Hoài An tỉnh Hà Bắc.
Năm 1935, Khang Thế Ân khi đang học Trường Trung học Bắc Bình đã tham gia Phong trào 9 tháng 12 dưới sự lãnh đạo của Đảng Cộng sản đòi chính quyền Quốc dân Đảng tích cực chống lại quân xâm lược Nhật Bản. Năm 1936, ông được nhận vào khoa địa chất của Đại học Thanh Hoa và gia nhập Đảng Cộng sản Trung Quốc vào tháng 10. Lúc này ông làm Phân Đội trưởng Đội Tiên phong Giải phóng Dân tộc Trung Hoa Trường Đại học Thanh Hoa, Ủy viên Thường vụ Hội Cứu quốc Sinh viên học sinh Đại học Thanh Hoa, từng tham gia vào phong trào học sinh sinh viên trong thập niên 1930.
Sau khi kháng chiến chống Nhật bùng nổ vào năm 1937, Khang Thế Ân được điều đến Sơn Tây, tham gia Bát Lộ quân, đấu tranh vũ trang chống Nhật và xây dựng biên khu Tấn Thỏa, lần lượt giữ các chức vụ chủ nhiệm Ủy ban Động viên Căn cứ địa Kháng chiến huyện Sóc tỉnh Sơn Tây, Trưởng ban Mặt trận Thống nhất Huyện ủy huyện Sóc, đội trưởng đội quyết tử trung đoàn thuộc trung đội 4, Trưởng ban Tổ chức Khu trung tâm Thái Nguyên Hội Liên minh Hy sinh chống Nhật cứu nước, công tác viên Ban Dân vận Sư đoàn 120, chuyên viên văn phòng hành chính phân khu 8 Tấn Thỏa. Dưới thời nội chiến, ông làm chủ nhiệm ban chính trị Quân khu Nhạn Môn Tấn Thỏa, chủ nhiệm ban chính trị Sư đoàn 9 Quân đoàn Dã chiến 1 Quân Giải phóng Nhân dân Trung Quốc, tham gia chiến dịch giải phóng Diên An và chiến dịch Du Lâm, chiến dịch đường phố Ngõa Tử và giải phóng Lan Châu.

### Thời kỳ sau giải phóng
Sau khi thành lập nước Cộng hòa Nhân dân Trung Hoa, Khang Thế Ân chuyển sang công tác trên mặt trận dầu mỏ. Dù ông học chuyên ngành địa chất ở trường đại học nhưng không được đào tạo chính quy về kỹ thuật dầu mỏ. Khang Thế Ân lần lượt giữ các chức vụ Đại biểu Tổng đội Quân đội Mỏ dầu Ngọc Môn tỉnh Cam Túc, Bí thư Đảng ủy, Cục trưởng Cục Quản lý Dầu mỏ Tây Bắc, Cục trưởng Tổng cục Quản lý Dầu mỏ Bộ Công nghiệp Nhiên liệu năm 1953. Khi Bộ Dầu mỏ được thành lập vào tháng 7 năm 1955, ông lên làm Trợ lý Bộ trưởng Bộ Công nghiệp Dầu mỏ trước khi được thăng chức Thứ trưởng Bộ Công nghiệp Dầu mỏ vào tháng 10 năm 1956. Năm 1960, ông được cử đến Đại Khánh và sang năm sau kế nhiệm Dư Thu Lý làm Bí thư Đảng ủy kiêm Tổng chỉ huy Bộ Chỉ huy Chiến dịch Liên hợp Mỏ dầu Đại Khánh, Chỉ huy Bộ Chỉ huy Chiến dịch Hội Thăm dò Dầu mỏ Hoa Bắc, Phó Tổ trưởng thứ nhất Tổ hạt nhân Đảng Bộ Công nghiệp Dầu mỏ. Khi Dư Thu Lý trở thành Chủ nhiệm Ủy ban Kế hoạch Nhà nước vào năm 1964, ông được bổ nhiệm làm Quyền Bộ trưởng Bộ Dầu mỏ. Về sau là Thứ trưởng thứ nhất Bộ Công nghiệp Dầu mỏ, Bộ trưởng Bộ Công nghiệp Dầu mỏ kiêm Tổ trưởng Tổ Đảng hạt nhân.

### Cách mạng Văn hóa
Đến khi Cách mạng Văn hóa bắt đầu vào năm 1966, Khang Thế Ân đã bị phe cánh Giang Thanh chỉ trích vì ưu tiên sản xuất và chuyên môn thay vì sự thuần khiết về mặt tư tưởng. Ông bị lên án là tay sai của Dư Thu Lý và là cộng sự của các nhà lãnh đạo bị đánh đổ là Lưu Thiếu Kỳ và Đặng Tiểu Bình. Ông buộc phải rời khỏi chức vụ Bộ trưởng Bộ Dầu mỏ vì từ chối lên án Dư Thu Lý do ông này từng tham gia vào Dòng nước ngược tháng Hai đầu năm 1967.(tr154) Sau đó, ông được bổ nhiệm làm Phó Giám đốc Mỏ dầu Giang Hán vào năm 1969 và Thứ trưởng Bộ Công nghiệp Nhiên liệu và Hóa chất mới thành lập vào năm 1970. Tháng 1 năm 1975, ông trở thành Bộ trưởng Bộ Dầu mỏ mới được tái lập.

### Thời kỳ hậu Mao
Khang Thế Ân thăng tiến nhanh chóng trong giai đoạn chuyển tiếp giữa cái chết của Mao Trạch Đông và sự trỗi dậy của Đặng Tiểu Bình. Tháng 8 năm 1977, Khang Thế Ân được bầu vào Ban Chấp hành Trung ương khóa XI. Tháng 3 năm 1978, ông được cử giữ chức Phó Thủ tướng Quốc vụ viện kiêm Chủ nhiệm Ủy ban Kinh tế Nhà nước, Tổ trưởng Tổ Đảng. Ông còn đảm nhiệm các chức vụ Ủy viên Ủy ban Kinh tế Tài chính Quốc vụ viện, Phó Chủ nhiệm Ủy ban Năng lượng Quốc gia. Ông được coi là thành viên thuộc "Phe Dầu mỏ" do người bảo trợ là Dư Thu Lý đứng đầu.
Khang Thế Ân đạt đến đỉnh cao sự nghiệp vào năm 1979 và 1980, khi ông được coi là chuyên gia đầu ngành năng lượng của Trung Quốc. Trung Quốc bắt đầu mở cửa ngành năng lượng cho đầu tư nước ngoài và Kang đã xử lý các cuộc đàm phán với các công ty dầu mỏ nước ngoài và các quan chức chính phủ liên quan đến việc khai thác các nguồn tài nguyên dầu mỏ ở Biển Bột Hải và Biển Đông Các đối tác nước ngoài kể lại họ rất ấn tượng với sự tò mò về trí tuệ và phong thái có học thức của ông. Khang Thế Ân được coi là một nhà đàm phán khôn ngoan nhưng thẳng thắn với kiến thức sâu rộng về kinh doanh dầu mỏ.
Sự nghiệp của Khang Thế Ân bị trật bánh sau vụ tai nạn giàn khoan dầu số 2 Bột Hải vào tháng 11 năm 1979, khiến 72 người thiệt mạng khi giàn khoan dầu bị lật ở Vịnh Bột Hải. Tháng 5 năm 1980, ông bị khiển trách chính thức (phạt kỷ luật hạng nhất) vì đã không xử lý kịp thời vụ việc, một hình phạt chưa từng có đối với một viên chức tầm cỡ như ông. Ông mất chức Chủ nhiệm Ủy ban Kinh tế Nhà nước vào tháng 3 năm 1981 và trở lại chức vụ Bộ trưởng Bộ Công nghiệp Dầu mỏ kiêm Tổ trưởng Tổ Đảng. Đường Khắc lên thay ông làm Bộ trưởng vào tháng 5 năm 1982 và trở thành Ủy viên Quốc vụ cấp Phó Thủ tướng vào năm 1983. Mặc dù vẫn giữ trách nhiệm đối với ngành dầu mỏ, ông đã để mất phần danh mục đầu tư năng lượng còn lại vào tay Phó Thủ tướng mới được thăng chức Lý Bằng.
Tại hội nghị lần thứ 23 Ủy ban Thường vụ Đại hội Đại biểu Nhân dân Toàn quốc khóa V tháng 5 năm 1982, ông thôi giữ chức Phó Thủ tướng đổi sang làm Ủy viên Quốc vụ. Tháng 9 năm 1982, ông tiếp tục được bầu vào Ban Chấp hành Trung ương khóa XII và đến tháng 11 năm 1987 được bầu làm Ủy viên Thường vụ Ủy ban Cố vấn Trung ương.
Vào giữa thập niên 1980, Khang Thế Ân bị ung thư tuyến tụy vốn ảnh hưởng phần nào đến sự nghiệp của mình. Ông bèn sang Mỹ tìm cách điều trị và đã hồi phục một phần vào năm 1985. Khang Thế Ân bị bệnh và qua đời vào ngày 21 tháng 4 năm 1995 tại Bắc Kinh, hưởng thọ 80 tuổi.

## Bảo trợ Chu Dung Cơ
Khang Thế Ân chịu trách nhiệm cho sự thăng tiến nhanh chóng của Chu Dung Cơ, một cựu sinh viên Thanh Hoa sau này trở thành Thị trưởng Thượng Hải dưới thời Đặng Tiểu Bình và Thủ tướng Quốc vụ viện dưới thời Giang Trạch Dân. Sau khi Chu Dung Cơ được phục hồi chính trị sau Cách mạng Văn hóa năm 1979, Khang Thế Ân liền bổ nhiệm Chu làm Phó Cục trưởng tại Bộ Dầu mỏ. Sau đó, Chu được thăng chức làm Phó Chủ nhiệm Ủy ban Kinh tế Nhà nước dưới quyền ông.

### Trích dẫn
1. 1 2 3 4  Bartke (1997), tr. 201
2. 1 2 3 4 5 6 7 8  "Kang Shi'en (康世恩)", 历史上的今天 [Today on History] (bằng tiếng Trung), tháng 12 năm 2015
3. 1 2 3 4 5  Lưu Hiển Tuấn; Điền Vi Bản (2004). 57 Thủ tướng và Phó Thủ tướng Trung Quốc (1949–1999). Đoàn Như Trác biên dịch. Hà Nội: Nxb. Công an Nhân dân. tr. 654–658.
4. 1 2 3 4  Lieberthal & al. (1988), tr. 45.
5. ↑  Hou, Li (2021). Building for Oil: Daqing and the Formation of the Chinese Socialist State. Harvard-Yenching Institute monograph series. Cambridge, Massachusetts: Harvard University Asia Center. ISBN 978-0-674-26022-1.
6. 1 2 3 4  Lieberthal & al. (1988), tr. 46.
7. 1 2 3 4 5 6  Lieberthal & al. (1988), tr. 47.
8. ↑  Li (2001), tr. 110.